# Cycloctenus nelsonensis
Cycloctenus nelsonensis är en spindelart som beskrevs av Forster 1979. Cycloctenus nelsonensis ingår i släktet Cycloctenus och familjen Cycloctenidae. Inga underarter finns listade i Catalogue of Life.